# Sante Marsili
Pour les articles homonymes, voir Marsili (homonymie).
Sante Marsili, né le 2 février ou le 31 octobre 1950 à Naples (Campanie) et mort le 2 septembre 2024 dans la même ville, est un joueur italien de water-polo qui participe à trois Jeux olympiques consécutifs, de 1972 à 1980. Il est médaillé d'argent en 1976 à Montréal et champion du monde en 1978 à Berlin.